# Kacha Bendukidze
Kacha Bendukidze (gruz. კახა ბენდუქიძე; ur. 20 kwietnia 1956 w Tbilisi, zm. 13 listopada 2014 w Londynie) – gruziński polityk, przedsiębiorca i filantrop. Uważany za Człowieka, który odmienił Gruzję.
Z wykształcenia jest biologiem. W 1987 roku na fali pierestrojki założył w Związku Radzieckim firmę produkującą biochemikalia na potrzeby naukowe.
Po rewolucji róż w Gruzji został Ministrem Ekonomii w gabinecie Mikheila Saakashwiliego. Wprowadził wiele reform deregulacyjnych, dzięki którym Gruzja zaczęła być regularnie klasyfikowana w czołówce rankingu Doing Business. Ranking ten mówi o krajach, w których najłatwiej prowadzi się biznes.

## Odznaczenia
- Order Zwycięstwa Świętego Jerzego – 2013[4]